# مهدي حرب
مهدي حرب، لاعب كرة قدم تونسي، من مواليد 23 أغسطس 1979، يلعب الآن مع نادي الساحل الكويتي كلاعب هجوم، شارك في كأس الأمير 52 مع نادي اليرموك الكويتي.